# Reticulaire erythemateuze mucinose
Reticulaire erythemateuze mucinose of REM-syndroom is een (zeer) zeldzame huidaandoening waarbij in de huid rode, vaag begrensde, soms licht verheven plekken ontstaan die langdurig blijven bestaan, zich vooral midden op de borst en midden op de rug bevinden. Soms is er een netvormig patroon in de roodheid te zien, vandaar de term reticulair (van het Latijnse woord reticulum, "net"). Bij microscopisch onderzoek blijkt een lymfocytair infiltraat met mucineafzetting ("slijm"). Mogelijk is deze aandoening een speciale, beperkte variant van lupus erythematodes. De aandoening verergert (waarschijnlijk) door zonlicht. Mogelijke behandelingen zijn: 
- bescherming tegen zonlicht (zonnebrandcrème),
- zalven met corticosteroïden, en
- hydroxychloroquine.